# Affaire de Tiszaeszlár
 (juillet 2018).
L’affaire de Tiszaeszlár fait référence aux évènements ayant pris une ampleur internationale en Hongrie à la fin du XIXe siècle, une accusation de meurtre rituel à l'encontre des Juifs qui se révéla être une allégation antijuive.
En 1882-1883, des Juifs sont accusés à tort et jugés au motif de crime rituel sur un enfant à Tiszaeszlár en Autriche-Hongrie, le procès entraînant alors le pays dans une violente agitation antisémite.

## Origine de l'accusation

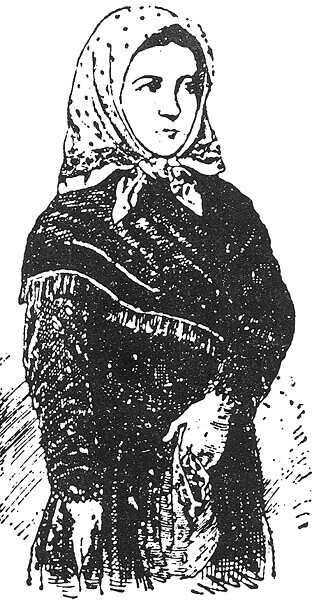
La jeune Eszter Solymosi telle que représentée par la presse de l'époque.

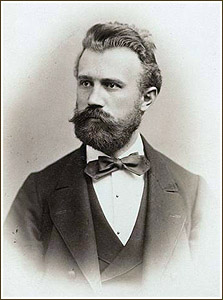
Gyözö Istóczy : fondateur du Parti antisémite hongrois.

Le 1er avril 1882, Eszter Solymosi, une jeune paysanne chrétienne de 14 ans, employée comme servante chez András Huri à Tiszaeszlár, un village hongrois situé sur la Tisza, est envoyée faire des courses. Elle ne reviendra jamais.
Après des recherches infructueuses, une rumeur circule que la jeune fille a été victime du fanatisme religieux juif. Géza Ónody, représentant de Tiszaeszlár au Parlement hongrois et Győző Istóczy, un parlementaire qui fondera par la suite le « Parti antisémite », demandent à la Chambre des Députés, l'expulsion des Juifs de Hongrie. Des agitateurs excitent le peuple contre les habitants de confession juive provoquant ainsi de nombreux actes de violence et des pogroms. Ils répandent l'accusation que les Juifs ont tué la jeune fille afin de récupérer son sang  pour la préparation du pain azyme à l'approche de la Paque Juive qui commence le 4 avril.
Le 4 mai 1882, la mère de la fille accuse, devant le juge, les Juifs d'avoir tué sa fille et le presse de procéder à une enquête.

## «Confessions» des enfants Scharf
Le 19 mai, le tribunal du comté de Nyíregyháza envoie l'officier de justice József Bary comme juge d'instruction à Tiszaeszlár.
Après avoir placé les Juifs suspectés du meurtre sous surveillance policière, Bary commence par interroger Sámuel, le fils, âgé de cinq ans, de József Scharf, le bedeau de la synagogue. Après l'avoir amadoué avec quelques menues pièces de monnaie et des bonbons, quelques femmes réussissent à obtenir de lui qu'il reconnaisse que son père avait fait venir Eszter chez lui et que le shohet (l'abatteur rituel) lui avait coupé la tête. D'après le récit de l'enfant transcrit par Bary, l'abatteur avait, en présence de son père et d'autres hommes, fait une incision dans le cou de la fille, tandis que lui et son frère Móric avait reçu le sang dans une coupe.
Son père, son frère Móric, qui a près de 14 ans, ainsi que toutes les autres personnes suspectées nient toute implication dans la disparition de la jeune fille et son assassinat supposé. Le 19 mai 1882, Scharf et sa femme sont arrêtés.
Móric confirme sa déposition et ajoute qu'il n'avait pas eu connaissance de la disparition de la fille, même par ouï-dire. Dans la soirée, il est remis à Recsky, le commissaire, qui l'emmène dans sa villa à Nagyfalu, où le greffier, Péczely, reçoit comme instruction officielle de veiller à la sécurité du jeune garçon. En réalité, il semble que Péczely, un géant qui a passé 12 ans en prison pour meurtre, a reçu comme véritable instruction de Recsky de faire de Móric l'instrument d'une accusation classique de crime rituel.
Comme les dénonciations retranscrites d'un enfant de cinq ans n'ont aucune valeur devant une cour, il est important de faire « craquer » son frère. Intimidé, harcelé, malmené, Móric finit par avouer qu'après l'office du samedi matin, son père avait fait venir Eszter chez lui sous le prétexte de lui demander de retirer quelques bougies (un acte interdit aux Juifs pieux lors du chabbat); qu'un mendiant juif, Hermann Wollner qui loge chez eux, avait conduit la jeune fille dans le vestibule de la synagogue et l'avait agressée et, qu'après l'avoir dévêtue, deux abatteurs, Ábrahám Buxbaum et Leopold Braun, l'avaient tenue tandis qu'un autre abatteur, Salamon Schwarz, avait incisé son cou avec un grand couteau et avait vidé son sang dans une coupe. Ces trois hommes, candidats au poste vacant de précepteur et de shohet, étaient arrivés à Tiszaeszlár pour officier en ce chabbat particulier et, toujours d'après le jeune garçon, étaient restés dans la synagogue après l'office du matin. D'après son témoignage, Móric aurait observé toute la scène en regardant par le trou de la serrure de la porte de la synagogue. Pendant les 45 minutes durant lesquelles il était là, il aurait vu la jeune fille saigner, puis Sámuel Lustig, Ábrahám Braun, Lázár Weisstein et Adolf Jünger lui aurait mis un foulard autour du cou et l'aurait rhabillée.
Les deux conspirateurs, Recsky et Péczely appellent immédiatement le juge d'instruction Bary, devant lequel, le même soir, Móric recommence son récit, ajoutant qu'après le départ des abatteurs, il avait fermé la synagogue à clef.
Malgré les fouilles minutieuses organisées par Bary, aucun corps ni aucune trace de sang ne sont trouvés dans la synagogue, ni dans les maisons des Juifs suspectés, ni parmi les tombes du cimetière juif. Cependant douze Juifs sont arrêtés et le jeune Móric Scharf est remis au geôlier.
Le 18 juin, un corps est retiré de la Tisza près du village de Dada. Le médecin légiste déclare que le corps est celui d'une jeune fille d'environ 14 ans et beaucoup de témoins, malgré l'état de décomposition avancée, reconnaissent la jeune Eszter Solymosi. Sa mère refuse catégoriquement de reconnaître le corps de sa fille, mais ensuite identifie les habits portés par la morte comme étant ceux de sa fille. Un trio d'experts composé de deux médecins et d'un chirurgien déclare que le corps est celui d'une fille de 18 à 20 ans qui s'est noyée huit à dix jours auparavant. Le corps est enterré au cimetière catholique de Tiszaeszlár.
Les agitateurs antisémites, avec parmi eux le prêtre catholique de la ville, insinuent que le corps a été « trafiqué » par les Juifs et habillé avec les vêtements d'Eszter Solymosi afin de dissimuler le crime en meurtre rituel. Les artisans qui ont trouvé le corps sont amenés, sous la menace, à retirer leur première déposition et à déclarer qu'ils ont eux-mêmes placé le corps dans la rivière après qu'une juive inconnue leur eut demandé de vêtir la morte avec les habits qu'elle avait apportés.
De nouvelles arrestations sont effectuées et l'affaire prend une dimension nationale, voire internationale, car elle est abondamment relayée par les antisémites allemands, notamment lors du Congrès international antijuif de Dresde.

## Les accusations formelles
Le 29 juillet des accusations formelles sont portées à l'encontre des 15 personnes suivantes : Salamon Schwarz, Ábrahám Buxbaum, Leopold Braun et Hermann Wollner pour meurtre. József Scharf, Adolf Jünger, Ábrahám Braun, Sámuel Lustig, Lázár Weisstein et Emánuel Taub pour complicité ; Anselm Vogel, Jankel Smilovics, David Hersko, Martin Gross et Ignác Klein pour complicité et dissimulation de corps.

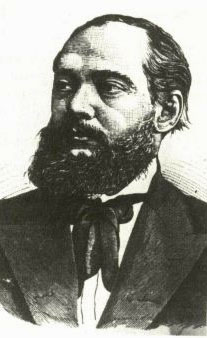
Le journaliste et député Károly Eötvös, défenseur des accusés.

Le retard pris dans l'affaire est principalement dû aux actions reconnues comme arbitraires et illégales de Bary qui a conduit les interrogatoires seul, sans l'assistance d'un procureur, il a ensuite rédigé les procès-verbaux sans témoin et a torturé les accusés et les suspects.
Par ordre du gouvernement, le jeune Móric Scharf est placé sous le contrôle de l'huissier de justice du district qui le place en détention préventive chez le gardien Henter. Il lui est interdit de communiquer avec les autres inculpés et les autres Juifs. Il est ainsi entièrement sous l'influence de leurs adversaires et reçoit des instructions pour le témoignage qu'il doit faire lors du procès.
Les accusés sont défendus par Károly Eötvös, journaliste et député, accompagné des avocats B. Friedmann, Sándor Funták, Max Székely de Budapest ainsi que d'Ignác Heumann de Nyíregyháza, siège du tribunal correctionnel où est jugé l'affaire.
Dans une requête adressée au Ministre de la Justice Pauler, Eötvös proteste contre les tortures pratiquées par Bary, Recsky et Péczely, mais sa protestation ne produit aucun effet. L'affaire ayant traîné trop en longueur, le procureur du Roi à Budapest, Kozma, se rend à Nyíregyháza en septembre pour accélérer l'instruction.

## Protestation deLajos Kossuth
La lenteur de l'instruction attire l'attention de la population. Le pays est gravement agité. Un grand nombre de pamphlets attise les passions et essayent d'établir la culpabilité des accusés.

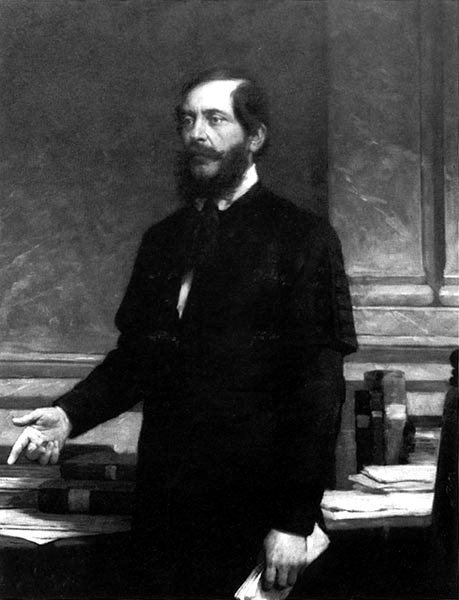
Lajos Kossuth dénonce avec vigueur la campagne antisémite.

Lajos Kossuth, qui vit alors en exil à Turin, fait entendre sa voix puissante pour critiquer sévèrement l'action des autorités et pour désapprouver cet embrasement de préjugés anti-Juifs.  Il considère que l'accusation de crime rituel est un déshonneur pour la Hongrie ; représenter un meurtre, aussi abominable soit-il, commis par un individu, comme étant un crime rituel ou un crime raciste, n'est pas digne d'une civilisation moderne. Ce cri d'indignation d'un patriote vétéran contraste étrangement avec la furie de persécution et de préjugés qui fait rage à travers le pays et qui se fait entendre à la Chambre des Députés.
Le procureur général Havas se rend alors à Nyíregyháza et constate qu'en dépit de la déclaration officielle du juge d'instruction, les accusés n'ont jamais été entendus. Il relâche quelques prisonniers mais, réalisant que son travail pour accélérer l'affaire est entravé par des personnes influentes, il offre sa démission, qui est promptement acceptée.

## Exhumation du corps d'Eszter
Vers la mi-novembre, la femme de József Scharf est libérée, tandis que son mari et les autres prisonniers restent en prison.
Le 7 décembre, à la demande des avocats de la défense, le corps retrouvé dans la Tisza est exhumé et réexaminé par trois professeurs de médecine de l'Université de Budapest: Schenthauer, Belky, et Mihalkovics. Ils estiment que l'opinion émise par les membres du comité précédent n'est basée sur aucune base scientifique et, lors du procès, ils les accuseront de grave ignorance. Le corps est dans un état trop avancé de décomposition pour permettre un jugement catégorique. Le fait que le corps n'ait jamais été réclamé ne leur laisse que peu de doute sur le fait de savoir s'il s'agit bien de celui d'Eszter Solymosi. En plus, ils constatent que la gorge n'a pas été tranchée et qu'un crime rituel n'a pas été commis.
Le 17 juin 1883, le dernier acte de cette affaire se déroule devant la cour de Nyíregyháza. Le juge Ferenc Korniss préside la séance avec Eduard Szeyffert comme procureur d'État. Bien que le témoignage de Móric Scharf soit la seule base de l'accusation, la cour va ensuite tenir 30 sessions pour examiner l'affaire dans tous ses détails et entendre de nombreux témoins. Les contradictions flagrantes du jeune garçon, en dépit des instructions qu'il a reçues, et ses fausses affirmations en rapport avec l'inspection des lieux du crime supposé effectuée par la cour à Tiszaeszlár le 16 juillet conduisent, le 3 août, à l'acquittement unanime des accusés.
Szalay, l'avocat de la veuve Solymosi fait appel de la décision, mais la Cour suprême rejette l'appel et confirme le verdict du tribunal correctionnel.
Le jeune accusateur qui avait été conditionné pour renier sa foi et ses parents, retourne chez lui.

## Acquittement des accusés
Après le procès, qui a duré du 17 juin au 3 août 1883, le verdict de l'acquittement et la libération des prisonniers, qui pour la plupart avaient langui 15 mois en prison, sont le signal de soulèvements à Presbourg (Bratislava), Budapest et ailleurs en Hongrie, comme à Nyiregyhaza, où les communautés juives doivent s'organiser pour contrer les agressions antisémites.

## Commémorations
Un monument commémoratif a été élevé en mémoire d’Ezster Solymosi à Tiszaeszlar. Il est devenu un lieu de pèlerinage pour les extrême-droites antisémites d’Europe